# Polnische Dialekte
Die polnischen Dialekte werden nach sprachwissenschaftlicher Tradition in sieben Gruppen aufgeteilt, wobei jede Dialektgruppe der polnischen Sprache hauptsächlich mit einer bestimmten geographischen Region verbunden ist. Die Dialekte (polnisch: dialekt) werden weiter unterteilt in Subdialekte, die gwara oder region genannt werden. Spätestens seit der zweiten Hälfte des 20. Jahrhunderts gibt es eine starke Tendenz zur Vereinheitlichung der polnischen Sprache, die teilweise Folge des Massenmigrationsprozesses nach dem Zweiten Weltkrieg ist. Trotzdem wird das Standardpolnisch immer noch ein wenig unterschiedlich in den verschiedenen Regionen des Landes gesprochen, obgleich die Unterschiede zwischen den Dialekten verglichen mit deutschen Dialekten schwach ausgeprägt sind. Dialekte bereiten den Polen in der Regel keine Schwierigkeiten im gegenseitigen Verstehen, und Nicht-Muttersprachler sind oft nicht in der Lage, ohne weiteres zwischen ihnen zu unterscheiden.

## Geschichte der polnischen Dialekte

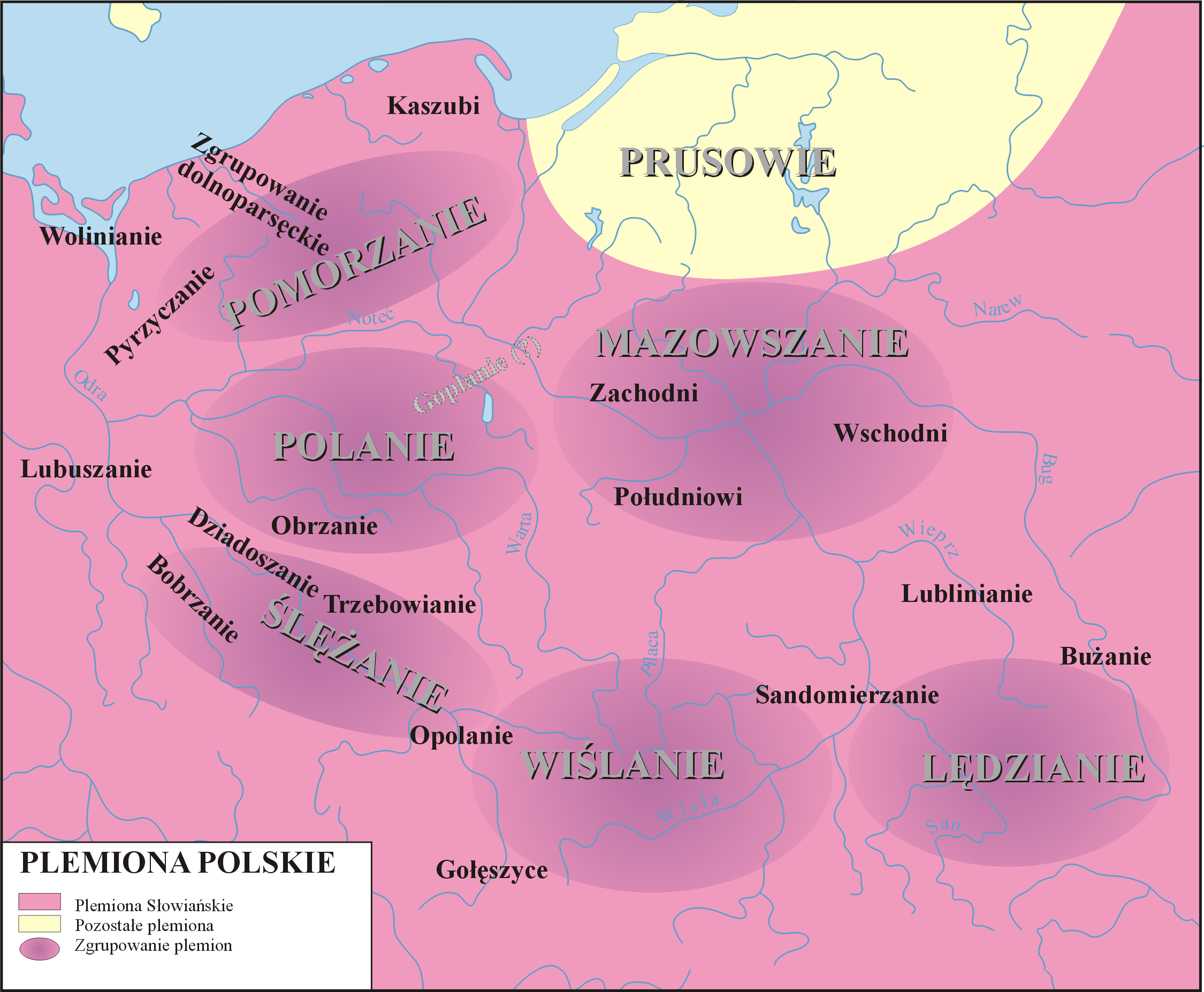
Früh-mittelalterliche Volksstämme, von denen die polnischen Dialekte abstammen.

### Vorgeschichte
Die altpolnischen Dialekte gliederten sich im 8. und 9. Jahrhundert erst aus der urslawischen und danach aus der westslawischen Einheit aus. Sie bildeten sich vor dem Hintergrund vorpiastischer ethnischer und sprachlicher Ansammlungen, die den Territorien und Anordnungen damaliger kultureller Stammeszentren entsprachen. Somit war die polnische Sprache schon zu Beginn ihrer Geschichte nicht einheitlich und es formten sich innerhalb der Stammesgrenzen fünf Dialektgruppen, die sich bestimmten Stromgebieten zuordnen lassen:
- Die kaschubischen Dialekte führen auf die Pomoranen zurück und werden im östlichen Teil Hinterpommerns sowie in den angrenzenden Gebiete des oberen Stromgebietes der Flussläufe Radaune (Radunia), Ferse (Wierzyca), Schwarzwasser (Wda) und Brahe (Brda) gesprochen. Sie reichen bis zur Linie Danzig-Konitz.
- Die masowischen Dialekte stammen von den Masowiern und Masuren ab und werden im mittleren Stromgebiet der Weichsel gesprochen. Das Verbreitungsgebiet reicht vom niederen Stromgebiet bei Pilitza (Pilica) über die Flüsse Radomka, niedere Wieprz, niedere Bzura bis zum Stromgebiet der Skrwa, der in seiner Ausbreitung die Gebiete der niederen Drewenz (Drwęca), Ossa (Osa), Ferse (Wierzyca), Nogat, Passarge (Pasłęka), Alle (Łyna) und Memel (Niemen) umfasst.
- Die großpolnischen Dialekte führen auf die westslawische Sprache zurück, die einst von den Polanen gesprochen wurde. Diese Dialekte finden sich im mittleren und unteren Stromgebiet der Warthe (Warta). Dazu zählen die Flüsse Prosna, Obra, Wełna (rechter Nebenfluss der Warthe) und Netze (Noteć). Das Dialektgebiet reicht weiter bis an die angrenzenden Stromgebiete der niederen Bzura, niedere Drewenz (Dręca), Schwarzwasser (Wda) und Brahe (Brda).
- Die kleinpolnischen Dialekte führen auf die Wislanen zurück und werden im oberen Stromgebiet der Weichsel (Wisła) gesprochen. Kleinpolnisch gilt als die zahlreichste Dialektgruppe und erstreckt sich von den Stromgebieten der Sola (Soła) und Przemsa (Przemsza) über die mittleren Stromgebiete der Pilitza (Pilica) und Wieprz bis an das angrenzende obere Stromgebiet der Arwa (Orawa).
- Die schlesischen Dialekte stammen von den slawischen Stämmen der Slensanen ab und werden seit neuerer Zeit in der Region Oberschlesien im Stromgebiet der Oder (Odra) gesprochen, angefangen vom Stromgebiet der Olsa (Olza) bis zu den Quellgebieten der Weichsel und Kischütz (Kysuca)

### Dialektentwicklung im polnischen Staat
Während der polnischen Staatenbildung um das Jahr 1000 begann mit der Übersetzung von religiösen Texten und Predigten das systematische Erfassen des bislang nicht geschriebenen Polnisch. Eine erste polnische Rechtschreibung gab es im 13. Jahrhundert. Bis zur Entwicklung der polnischen Literatursprache im 15. und 16. Jahrhundert bildeten dabei die polnischen Dialekte die Grundform zur Kommunikation aller sozialen Schichten – mit Ausnahme der damaligen intellektuellen Elite. Gebildete Schichten wie die Geistlichkeit, aristokratische Beamte, Teile des Adels und des reichen Bürgertums benutzten ab dem 16. Jahrhundert eine gemeinpolnische Sprache. Es gibt dabei keine einheitliche Meinung, auf welcher Basis die polnische Literatursprache beruht:
Entweder Großpolnisch, da im 10. und 11. Jahrhundert Großpolen das Zentralgebiet der Kirche und Gnesen die erste Hauptstadt Polens war. Oder Kleinpolnisch, da 1038 die Hauptstadt nach Krakau verlagert wurde und dort für mehrere Jahrhunderte das polnische Zentrum von Kultur, Literatur und Bildung lag. Auch Masowisch hatte Einfluss auf die gemeinpolnische Sprache, nachdem Warschau 1596 die neue Hauptstadt Polens wurde. Die einheitliche gemeinpolnische Sprache wurde von immer größeren Schichten gesprochen, sodass die polnischen Dialekte ab etwa 1600 allmählich zurückgedrängt wurden und sich zur Sprache des einfachen Volkes entwickelten. Zwischen der gemeinpolnischen Sprache und den Dialekten des Volkes zeichneten sich in diesem Zeitraum immer größere Unterschiede ab. Es begannen sich sowohl die Haupt- als auch Stadtdialekte herauszubilden.
Während der Teilungen Polens ab 1772 trat für etwa 150 Jahre der überregionale Charakter der Sprache noch einmal in den Hintergrund, obgleich die polnische Sprache gerade zu dieser Zeit ein verbindendes Element für die Polen war und ab der Mitte des 19. Jahrhunderts immer mehr Arbeiter weniger Dialekt sprachen. Ab 1918 unterlag das Polnische im wiedererstandenen polnischen Staat einer weiteren Vereinheitlichung, die durch den Aufbau des Schulwesens noch vorangetrieben wurde. Landflucht und die landesweite Verbreitung von Massenmedien (Presse, Radio, später auch Fernsehen) haben dafür gesorgt, dass spätestens seit den 1960er Jahren die historisch geformten Dialekte des Volkes verblassen.

## Traditionelle Aufteilung mit ausgewählten Dialekten
- Großpolnische Dialekte

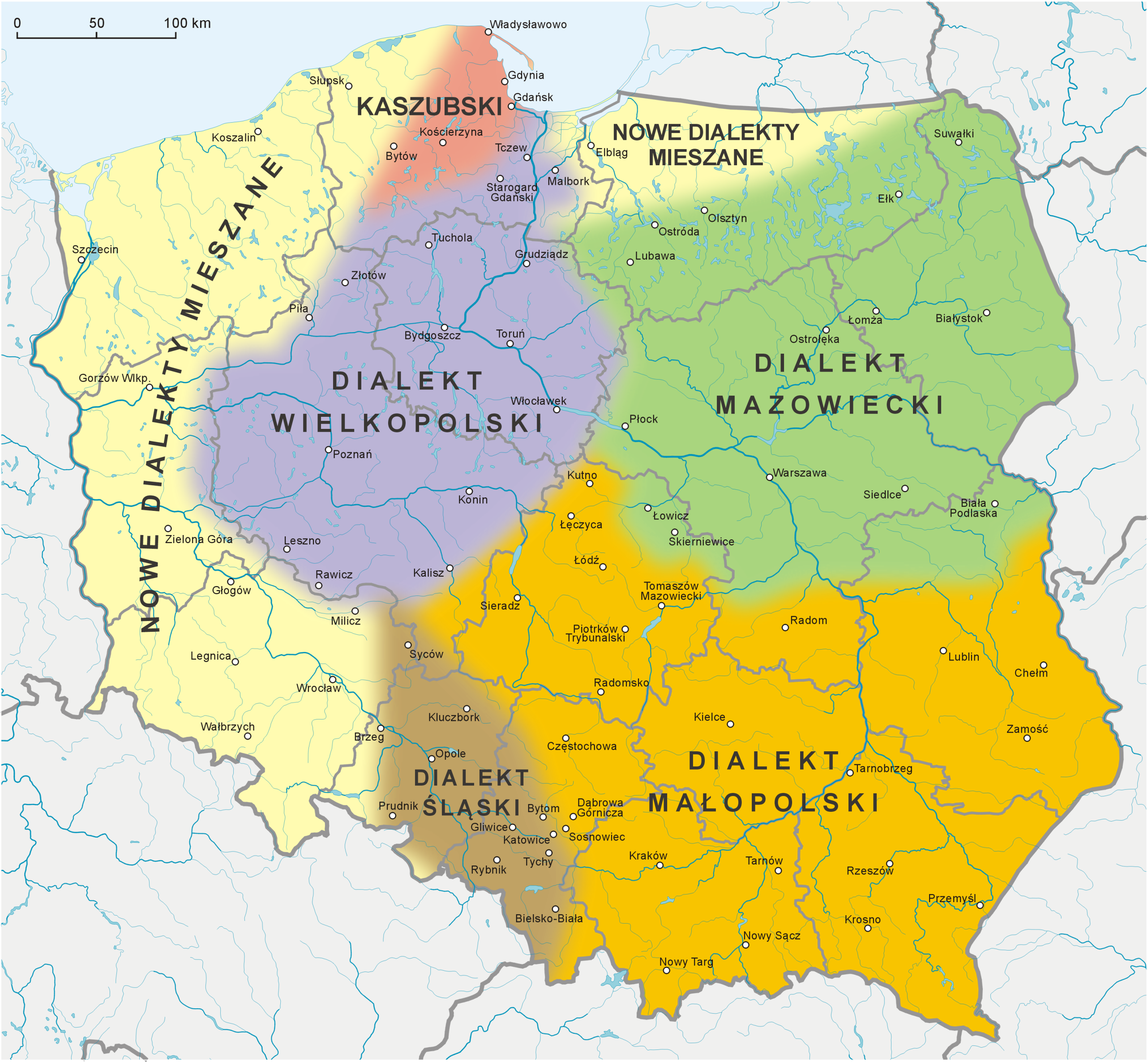
Aufteilung gemäß dem polnischen Sprachwissenschaftler Stanisław Urbańczyk (1909–2001)

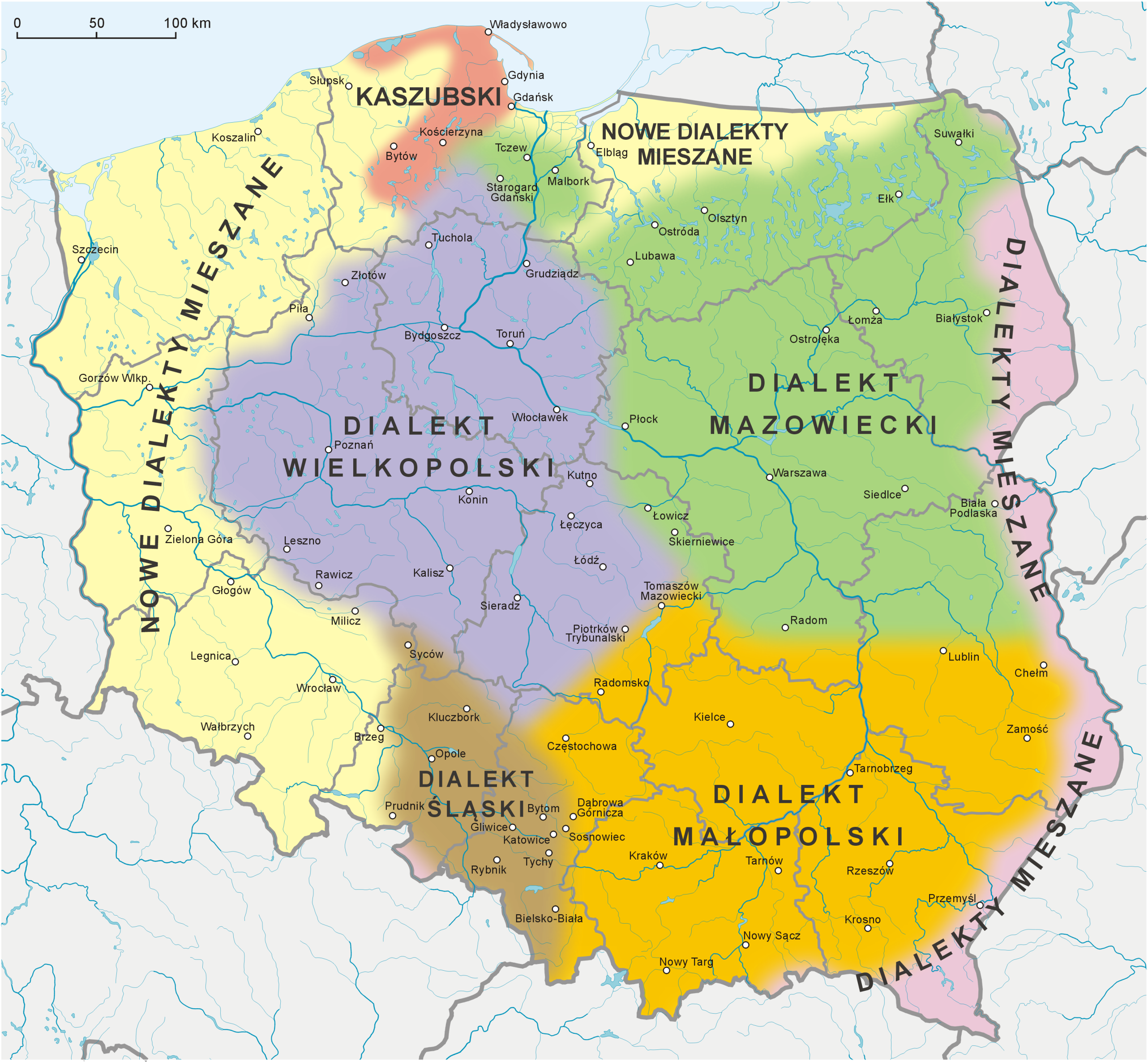
Aufteilung gemäß dem Slawisten Karol Dejna (1911–2004)

- Bromberger Dialekt (Gwara bydgoska)
- Krajnaer Dialekt (Gwara krajniacka)
- Tucholaer Dialekt (Gwara tucholska)
- Kociewier Dialekt (Gwara kociewska)
- Chełmno-Dobrzyńer Dialekt (Gwara chełmińsko-dobrzyńska)
- Kujawischer Dialekt (Gwara kujawska)
- Chojnoer Dialekt (Gwara chazacka)

- Masowische Dialekte

- Podlachisch-Suwałkier Dialekt (Gwara podlasko-suwalska)
- Ermländischer Dialekt (Gwara warmińska)
- Kurpier Dialekt (Gwara kurpiowska)
- Masurischer Dialekt (Gwara mazurska)
- Malbork-Löbauer Dialekt (Gwara malborsko-lubawska)
- Ostródaer Dialekt (Gwara ostródzka)
- Warschauer Dialekt (Gwara warszawska)

- Kleinpolnische Dialekte

- Łowiczer Dialekt (Gwara łowicka)
- Sieradz-Łęczycaer Dialekt (Gwara sieradzko-łęczycka)
- Dialekte des Kielcer Berglandes (Gwary świętokrzyskie), die oft mit dem alten Volksstamm der Lendizen verbunden werden
- Grębówer Dialekt (Gwara lasowska)
- Orawischer Dialekt (Gwara orawska)
- Zipser Dialekt (Gwara spiska)
- Goralisch (Gwara góralska), ein Übergangsdialekt vom Slowakischen zum Polnischen, der oft mit dem podhalischen Dialekt (Gwara podhalańska) gleichgesetzt wird

- Kaschubisch (Język kaszubski, dialekt kaszubski) ist die Sprache, die in der Region Pommerellen von Nachkommen der Pomeranen gesprochen wird.

- Slowinzisch (Gwara słowińska) starb im 20. Jahrhundert aus. Ob es als eine eigene Sprache oder als Dialekt des Kaschubischen angesehen werden kann, ist strittig.

- Schlesisch (dialekt śląski) – auch hier gibt es Bestrebungen zur Anerkennung zur eigenständigen Sprache.

- Zentraldialekte (Dialekty centralne) umfassen Pyskowice und die Kreise Powiat Rybnicki und Powiat Mikołowski.
- Schlesisch-kleinpolnische Grenzdialekte (Dialekty pogranicza śląsko-małopolskiego) umfassen Katowice, Tychy und den Powiat Pszczyński.
- Gliwice-Opoler Grenzdialekte (Dialekty pogranicza gliwicko-opolskiego) umfassen die Kreise Powiat Tarnogórski und Powiat Lubliniecki.
- Nordschlesische Dialekte (Dialekty północne) umfassen den Kreis Powiat Raciborski östlich von der Oder.
- Die lachische Sprache (Język laski), auch lachische Dialekte (Dialekty laskie) oder lachische Mundarten (Gwary laskie) genannt, wird oft als Übergang zwischen der polnischen und der tschechischen Sprache betrachtet und umfasst die Umgebung von Pietrowice Wielkie und Kranowitz (südwestlicher Teil des Powiats Raciborski).
- Der Dialekt Kobylorzy umfasst das Gebiet Strzelce Opolskie, Kamień Śląski und Kotlarnia
- Namslauer Dialekt (Dialekt namysłowski) östlich von Namysłów (ohne die Stadtregion)
- Sycówer Dialekt (Dialekt sycowski) östlich von Syców (ohne die Stadt)
- Teschener Mundarten (Gwara cieszyńska, Śląsk Cieszyński), Dialekt des Teschener Schlesien
- Niederschlesisch (dolnośląski) wird in Niederschlesien gesprochen, dem Westteil Schlesiens

Die beiden folgenden Dialekte werden auch unter dem Begriff Ostpolnisch zusammengefasst und sind in weiten Teilen durch den Verlust der ehemaligen polnischen Ostgebiete (Kresy) vom Aussterben bedroht.
- Północnokresowy („Nordostrandpolnisch“) wird in nordöstlichen Grenzgebieten sowie hauptsächlich noch von der polnischen Minderheit in Litauen und Belarus gesprochen.

- Białystoker Dialekt (Gwara białostocka)
- Litauisches Polnisch (Polszczyzna litewska) bzw. Vilniuser Dialekt (Gwara wileńska) mit litauischen und belarussischen Einflüssen
- Suwałkier Dialekt (Gwara suwalska)

- Południowokresowy („Südostrandpolnisch“) wird in südöstlichen Grenzgebieten gesprochen.

- Lemberger Dialekt (Gwara lwowska) mit (u. a.) ukrainischen und deutschen Einflüssen

## Neue gemischte Dialekte
Als neue gemischte Dialekte (Nowe dialekty mieszane) bezeichnet man Dialekte, die nach dem Zweiten Weltkrieg in den ehemals deutschen Gebieten entstanden, die durch Polen und Lemken aus dem Osten besiedelt wurden. Die sprachliche Situation in diesen Gebieten ist uneinheitlich. Zwar gibt es keine auffälligen Häufungen bestimmter Dialektmerkmale, doch findet man in den Städten, zum Beispiel in Breslau mit dem Lemberger Dialekt, neben Merkmalen aus dem polnischen Kernland auch solche der ostpolnischen Dialekte Północnokresowe und Południowokresowe. Da sich dort die Bevölkerung sprachlich stark unterschied, ersetzte in den sogenannten „wiedererlangten“ Gebieten das Standardpolnische besonders schnell die regionalen Mundarten und machte so eine ungezwungene Kommunikation erst möglich.

## Polnische Dialekte im Ausland
Polnische Dialekte im Ausland treten als Verlängerung der Dialekte des heutigen Gebietes der Republik Polen lediglich in der Tschechischen Republik und in der Slowakei auf. Dazu zählen vor allem die Teschener Mundarten (gwary cieszyńskie), die Dialekte gwary czadeckie, der Orawische Dialekt (gwary orawskie) und die Zipser Dialekte (gwary spiskie).
Größere und kleinere polnischsprachige Anhäufungen entstanden in den ehemaligen polnischen Randgebieten im Osten, das heißt im heutigen Belarus, Litauen und Lettland (ehemaliger polnischer Nordrand), in der Ukraine (ehemaliger polnischer Südrand), sowie infolge von Deportationen in Kasachstan und Russland, dort insbesondere in Sibirien. Polnische Mundarten von Siedlern, die hauptsächlich aus dem früheren Galizien stammen, blieben ebenso in Rumänien (Bukowina, Moldawien), in Ungarn (Istvánmajor, ein Stadtteil von Emőd) und in der Türkei (Polonezköy) erhalten. Einige Merkmale der Mundarten blieben auch in der Sprache der polnischen Emigranten erhalten, die nach Westeuropa und Amerika auswanderten. In englischsprachigen Ländern vermischte sich das Standardpolnisch mit der englischen Sprache zu einer neuen Mischsprache, die Ponglisch genannt wird.
Alle polnischen Mundarten im Ausland wurden mehr oder weniger intensiv durch die fremden Merkmale beeinflusst. Am schnellsten entledigen sich Emigranten der jüngsten Generation ihrer regionalen Dialektmerkmale. Die Wahrscheinlichkeit, dass Mundarten im Ausland erhalten bleiben, ist am größten, wenn die Sprecher in polnischsprachigen Ansammlungen trotz fremder Einflüsse aus ehemaligen Siedlungen von ethnisch nichtpolnischen Gebieten, von grenznahen oder ehemaligen Gebieten des polnischen Staates stammen.

## Dialektale Sondermerkmale
In Bezug auf Wortschatz, Syntax, Aussprache und Morphologie gibt es in jedem Dialekt Merkmale, die vom Standardpolnischen abweichen. Ein Beispiel ist die in verschiedenen Gebieten Polens vorhandene Aussprache von Nasalkonsonanten ohne Nasalresonanz, wie man es zum Beispiel im Schlesischen findet, während man in anderen Gebieten wie zum Beispiel beim Masowischen den Klang nasaliert aussprechen kann. Die in den Dialekten benutzte Endungsflektierung haben manche Eigenschaften des altertümlichen Polnisch bewahrt, so wie man es beim Kleinpolnischen findet. Es gibt auch eine Tendenz, den flektierenden Sprachbau zu vereinfachen.

### Aufteilung nach bestimmten Merkmalen
Nach folgenden Merkmalen lassen sich die polnischen Dialekte aufteilen:
- Beim Masurieren tritt statt der Konsonantenreihe cz, sz, ż, dż die Konsonanten c, s, z an ihre Stelle. Nichtmasurierende Dialekte besitzen beide Reihen.
- Die Aussprache von auslautenden Konsonanten vor anlautenden stimmhaften Konsonanten und Sonoranten ist stimmhaft bzw. stimmlos (zum Beispiel brad statt brat für „Bruder“).
- Andere phonetische Merkmale sind beispielsweise die Aussprache von geschlossenen Vokalen bzw. alten Langvokalen, das synchrone und asynchrone Realisieren der Nasalvokale sowie das Realisieren der bilabialen palatalisierten Konsonanten.
- Seltener treten morphologische und lexikalische Merkmale auf.

### Grammatikalische Merkmale der Hauptdialektgruppen
- Großpolnisch zeichnet sich durch fehlendes Masurieren aus. Es fehlt auch die Auslautverhärtung vor anlautenden stimmhaften Konsonanten und Sonoranten. Die Nasalvokale werden genauso wie im Standardpolnischen realisiert und es existieren Diphthonge. Die Aussprache von v nach stimmlosen Konsonanten ist stimmhaft (kvas statt kwas für „Säure“; kvat statt kwiat für „Blume“). Außerdem endet die erste Person Plural Imperfekt auf -ma statt auf -my (siedźma statt siedźmy für „sich setzen“)
- Kleinpolnisch verwendet im westlichen Teil Kleinpolens das Masurieren, während es in den südöstlichen Teilen des Dialektgebietes fehlt. Zudem werden Auslaute vor anlautenden stimmhaften Konsonanten und Sonoranten nicht verhärtet. Ein auslautendes -ch geht in -k über, ist aber eine Eigenschaft, die im Rückzug begriffen ist (grok statt groch für „Erbse“). Daneben finden sich in Kleinpolen Mundarten, die altertümliche Züge bewahrt haben. So hat zum Beispiel der podhalische Dialekt noch den Initialakzent und das alte ři (gřiby statt grzyby für „Pilze“). Zudem werden die Nasalvokale uneinheitlich realisiert. Einige Gebiete unterscheiden sich durch ihre Vokalqualität. So wird dort der vordere Nasal als ą realisiert (prądzy statt prędzej für „schneller“). In anderen Gebieten fallen die beiden Nasalvokale entweder in o zusammen (śfoty statt święty für „heilig“; prondzy statt prędzej für „schneller“) oder werden vollständig denasaliert (geś statt gęś für „Gans“).
- Masowisch benutzt das Masurieren. Der Auslaut wird vor anlautenden Konsonanten und Sonoranten verhärtet. Die Aussprache der palatalisierten Labiale p, b, f, v und m ist asynchron und biphonematisch, oftmals sogar verdreifacht (mńasto oder ńasto statt miasto). Größtenteils wird nicht zwischen dem offenen und dem geschlossenen a unterschieden. Daneben existieren zahlreiche morphologische Merkmale. So endet die erste und zweite Person Plural auf -wa bzw. -ta statt auf -my bzw. -cie (chodziwa statt chodzimy für „wir gehen“; chodzita statt chodzicie für „ihr geht“) und Substantiva haben oft das Suffix -ak (dziewczak statt dziewczę für „Mädchen“).
- Schlesisch positioniert sich zwischen dem Kleinpolnischen und dem Großpolnischen. Das Masurieren hat Schlesisch mit dem westlichen Teil Kleinpolens gemeinsam, die Diphthonge mit dem Großpolnischen. Die stimmhafte Aussprache von auslautenden Konsonanten vor anlautenden stimmhaften Konsonanten und Sonoranten findet sich in allen drei Dialektgebieten. Typische Beispiele für die schlesische Aussprache sind tši statt trzy für „drei“, kšivy statt krzywy für „krumm“ oder bžitki statt brzydki für „hässlich“. Ein auslautendes -ę wird als -a realisiert (widza ta baba statt widzę tę babę für „ich sehe diese alte Frau“). Ein auffälliges Unterscheidungsmerkmal ist zudem die große Anzahl deutscher Lehnwörter.
- Kaschubisch nimmt eine gesonderte Stellung unter den polnischen Dialekten ein und kennzeichnet sich durch eine Vielzahl spezieller Merkmale, die sich vom Polnischen stark unterscheiden.

## Die gesellschaftliche Rolle der Dialekte
Dialekte und kleine Sprachen sind in Polen sozial äußerst stigmatisiert und die polnische Sprachpolitik orientiert sich am Schutz des „richtigen“ Standardpolnisch vor „Provinzialismen“. Die Standardsprache wird mit höherer Bildung verbunden und vermittelt dem Sprecher ein höheres Sozialprestige. Es gibt sogar eine regelmäßige TVP-Fernsehsendung mit dem Titel Profesor Miodek odpowiada („Professor Miodek antwortet“), in der seit 1995 der bekannte Sprachwissenschaftler Jan Miodek den Polen das „korrekte“ Polnisch beibringt. Die gesellschaftliche Rolle der Dialekte ist damit auf die Kommunikation innerhalb der Familie, im Alltag und zur Stilisierung literarischer Texte beschränkt. Zwar existiert eine eigenständige Mundartdichtung, diese beschränkt sich jedoch auf die Folklore. Neben den Soziolekten bilden die Dialekte eine unerschöpfliche Quelle für die Umgangssprache.
In der Dialektologie wird darauf hingewiesen, dass die Dialekte am Verblassen sind, was durch die Industrialisierung und Urbanisierung der Gesellschaft, die zudem intensiv durch die Massenmedien beeinflusst wird, verursacht wurde. Spätestens in den Nachkriegsjahren, als es gelang, das Analphabetentum fast zu beseitigen und Radio und Fernsehen allgemeine Verbreitung fanden, begann dieser Prozess. Infolgedessen verloren die Dialekte an Prestige, und besonders ausgeprägte Merkmale der Dialekte verschwinden, so zum Beispiel das Masurieren und die offene Aussprache der Nasalvokale (gamba statt gęba für „Maul“). In bestimmten Regionen, zum Beispiel in Schlesien, in der Kaschubei oder in der Podhale, werden die Dialekte allerdings als Mittel zur kulturellen Identifikation eingesetzt und kultiviert.

## Verweise